# 高异柠檬酸脱氢酶
高异柠檬酸脱氢酶（英語：homoisocitrate dehydrogenase，EC 1.1.1.87 （页面存档备份，存于））是一种以NAD+或NADP+为受体、作用于供体高异柠檬酸CH-OH基团上的氧化还原酶。这种酶能催化以下酶促反应：
(1R,2S)-1-羟基丁烷-1,2,4-三羧酸 + NAD+ {\displaystyle \rightleftharpoons } α-酮己二酸 + CO2 + NADH
高异柠檬酸脱氢酶主要参与真菌的赖氨酸生物合成过程。